# Marcello Lippi
Marcello Lippi (ur. 11 kwietnia 1948 w Viareggio) – włoski trener piłkarski i piłkarz, grający na pozycji środkowego obrońcy.
Był zawodnikiem Savony Calcio, A.C. Pistoiese i w latach 1970–1979, Sampdorii.
Jako szkoleniowiec w latach 80. i na początku lat 90. pracował najczęściej z klubami drugiej ligi włoskiej. W 1994 został trenerem Juventusu, który prowadził, z dwuletnią przerwą, do 2004. W tym czasie zespół "Starej Damy" pięciokrotnie sięgał po mistrzostwo kraju, raz po Puchar Mistrzów i trzykrotnie przegrywał w finale tych rozgrywek. Kolejny owocny okres pracy szkoleniowej zanotował jako selekcjoner reprezentacji Włoch (2004–2006); doprowadził ją do zwycięstwa na Mundialu 2006. Ponownie był trenerem kadry w latach 2008–2010, jednak w tym okresie jego podopieczni zaliczyli jedną z największych wpadek w historii włoskiego piłkarstwa: po raz pierwszy od 1974 nie wyszli z grupy w czasie mistrzostw świata.

## Kariera szkoleniowa
Pracę szkoleniową rozpoczął w klubie, w którym zakończył przygodę piłkarską, czyli w Sampdorii, gdzie przez trzy sezony był opiekunem drużyny juniorów.
Przez kolejne lata zasiadał na ławce trenerskiej klubów z Serie B: Pontedery, AC Sieny, AC Pistoiese i Carrarese Calcio. W 1989 zadebiutował w pierwszej lidze, jako szkoleniowiec AC Ceseny. Po dwóch latach powrócił do przedsionka ekstraklasy, tym razem do AS Lucchese.
Zwrócił na siebie uwagę dopiero w 1992, kiedy prowadzona przez niego niezbyt mocna kadrowo Atalanta BC zajęła siódme miejsce w Serie A. Otrzymał wówczas propozycję od SSC Napoli, który następnie doprowadził do szóstej lokaty w lidze.
W 1994 upomniał się o niego Juventus F.C. Nominacja nieznanego szkoleniowca, który nie mógł pochwalić się żadnymi sukcesami, wzbudziła niezadowolenie kibiców i konsternację wśród dziennikarzy. W pierwszym sezonie pracy w turyńskim klubie Lippi zdobył mistrzostwo i Puchar Włoch, a także doprowadził "Blanconerich" do finału Pucharu UEFA, w którym ulegli po dwumeczu (0:1, 1:1) Parmie. Rok później Juventus pierwszy raz od jedenastu lat triumfował w rozgrywkach o Puchar Mistrzów. W tamtej drużynie grali m.in. bramkarz Angelo Peruzzi, obrońcy Ciro Ferrara i Gianluca Pessotto, pomocnicy Antonio Conte i Francuz Didier Deschamps, a w ataku 22–letni Alessandro Del Piero; piłkarze, którzy przez kolejne lata decydowali o obliczu jedenastki ze Stadio del Alpi. Lippi awansował do finału Ligi Mistrzów jeszcze trzykrotnie – w 1997, 1998 i 2003, ale wówczas przeszkodą nie do pokonania okazywały się Borussia Dortmund, Real Madryt i A.C. Milan. Bilans tytułów mistrza kraju zamknął na pięciu zwycięstwach. Na początku 1999 po dwudziestu kolejkach sezonu 1998–99 po czterech latach owocnej pracy złożył dymisję.
Przyjął propozycję Interu Mediolan, ale nie potrafił spełnić wysokich wymagań prezesa Massimo Morattiego. Czwarte miejsce na koniec rozgrywek 1999–2000 i porażka ze szwedzkim Helsingborgs IF w eliminacjach do Ligi Mistrzów, spowodowały, że już po roku podziękowano Lippiemu za współpracę.
Długo pozostawał bez pracy, ale w 2001 ponownie dostał zatrudnienie w Juventusie. W ciągu trzech sezonów zdobył dwa Scudetta i dotarł do finału Ligi Mistrzów, w którym Juventus przegrał po rzutach karnych z Milanem.
W lipcu 2004 po słabym występie reprezentacji Włoch do dymisji podał się selekcjoner Giovanni Trapattoni. Na jego następcę wybrano Lippiego. Eliminacje do Mundialu 2006 "Squadra Azzurra" zakończyła na pierwszym miejscu, mimo porażki 0:1 ze Słowenią i remisów z Norwegią i Szkocją. Lippi zbudował drużynę narodową wokół dawnych wychowanków z Juventusu – bramkarza Gianluigiego Buffona, obrońców Gianluki Zambrotty i Fabia Cannavaro oraz napastnika Alessandra Del Piero. Defensywę uzupełniali zawodnicy US Palermo, zespołu, który w sezonie 2005–06 stracił aż 52 gole – Fabio Grosso, Cristian Zaccardo i Andrea Barzagli. Ważne role w drugiej linii pełnili defensywny pomocnik Andrea Pirlo oraz Gennaro Gattuso, Daniele De Rossi, Simone Perrotta i ofensywnie usposobiony Francesco Totti. W ataku zamiast doświadczonych Christiana Vieriego i Filippa Inzaghiego Lippi wolał króla strzelców Serie A Lukę Toniego, 24-letniego Alberta Gilardino i trzy lata starszego Vincenza Iaquintę.
Ten zespół w finale niemieckiego turnieju pokonał w rzutach karnych Francję. Wcześniej Włosi wygrali m.in. z Czechami, Australijczykami, Ukraińcami i drużyną gospodarzy. Lippi jest trzecim, po Vittoriu Pozzo i Enzu Bearzocie szkoleniowcem, który doprowadził swoich rodaków do zwycięstwa na Mundialu. Po mistrzostwach świata, mimo sprzeciwu kibiców i szefów związku, złożył dymisję.
Powrócił na stanowisko selekcjonera po nieudanym dla Italii Euro 2008. Pierwszy turniej, w którym Włosi wystąpili kierowani przez Lippiego, czyli Puchar Konfederacji 2009 zakończył się niepowodzeniem: pomimo zwycięstwa w pierwszym meczu ze Stanami Zjednoczonymi 3:1 odpadli już po fazie grupowej, dając się wyprzedzić Brazylii i Stanom Zjednoczonym. Jeszcze gorszy wynik podopieczni Lippiego zanotowali na Mundialu 2010, gdzie aktualni mistrzowie świata zajęli ostatnie miejsce w grupie (wyprzedzili ich Paragwaj, Słowacja i Nowa Zelandia) nie odnosząc nawet jednego zwycięstwa w turnieju, co się zdarzyło po raz pierwszy w historii startów reprezentacji na Mundialu (w poprzednich Mundialach na których Włosi brali udział odnieśli co najmniej jedno zwycięstwo). Selekcjonerowi zarzucano głównie błędy w polityce kadrowej (stawianie na wyeksploatowanych zawodników i zostawienie w domu Francesca Tottiego, Luki Toniego, Antonia Cassano i Maria Balotellego), złe przygotowanie podczas przedmundialowego zgrupowania (nadmierne obciążenia w trakcie treningów) oraz błędne decyzje w trakcie turnieju. Po mistrzostwach internauci przechrzcili go "Macello" (wł. "klęska") Lippi. Po mistrzostwach zgodnie ze wcześniejszymi zapowiedziami podał się do dymisji.
Kilka miesięcy po zakończenia mundialu jego nazwisko było wiązane z posadą nowego selekcjonera reprezentacji Ukrainy, którą miałby przygotować do Euro 2012. Jednak rozmowy w tej sprawie zakończyły się niepowodzeniem.
Po dwóch latach przerwy powrócił do zawodu trenerskiego w maju 2012. Podpisał wtedy kontrakt z chińskim zespołem Guangzhou Evergrande, do którego wcześniej sprowadzono reprezentanta Paragwaju, napastnika Lucasa Barriosa. Lippi zarabiał 10 milionów euro rocznie, dzięki czemu stał się drugim najlepiej opłacanym szkoleniowcem na świecie. Już w pierwszym sezonie swojej pracy zdobył z klubem mistrzostwo kraju, dzięki czemu zimą 2012 jego nazwisko pojawiło się wśród potencjalnych kandydatów na stanowisko szkoleniowca Realu Madryt.
W październiku 2016 został selekcjonerem reprezentacji Chin.
22 października 2020 Lippi ogłosił zakończenie kariery trenerskiej.

## Sukcesy
Kariera szkoleniowa
- Juventus Turyn:
  - mistrzostwo Włoch 1995, 1997, 1998, 2002 i 2003
  - Puchar Włoch 1995
  - Superpuchar Włoch 1995, 1997, 2002 i 2003
  - półfinał Pucharu UEFA 1994–1995
  - Puchar Mistrzów 1995–1996
  - finał Ligi Mistrzów 1997, 1998 i 2003
  - Superpuchar Europy 1996
  - Puchar Interkontynentalny 1997
- Guangzhou Evergrande:
  - mistrzostwo Chin 2012 i 2013
  - Azjatycka Liga Mistrzów 2013
- reprezentacja Włoch:
  - mistrzostwo świata 2006
  - awans do Mundialu 2010 i start w tym turnieju (faza grupowa)
  - faza grupowa Pucharu Konfederacji 2009
- Indywidualnie:
  - Trener klubowy roku 1996 i 1998 na świecie według IFFHS
  - Selekcjoner roku 2006 na świecie według IFFHS
  - Oscar del Calcio dla najlepszego trenera Serie A roku 1997, 1998, 2003 i 2006
  - Trener roku 2003 na świecie według World Soccer
  - Order Zasługi Republiki Włoskiej, przyznany 12 grudnia 2006